# Lily Cahill
Lily Cahill (Lockhart (Texas), 17 de julio de 1888 – San Antonio (Texas), 20 de julio de 1955) fue una actriz estadounidense que trabajo en teatro y cine. Nieta del coronel del ejército confederado John Jacob Myers, comenzó su carrera en 1910 cuando tenía 22 años interpretando papeles secundarios en varias películas mudas dirigidas por D.W. Griffith. En 1911, Cahill protagonizó dos películas, A Victim of Circumstances y The Failure.
En 1912, Cahill abandonó su carrera cinematográfica para comenzar a trabajar en el teatro, hizo su debut en Broadway en una obra de corta duración llamada The Road to Arcady de Edith Sessions Tupper. Cahill se mantuvo activa en el teatro hasta 1941. Algunas de sus apariciones más notables son:
- Under Cover (1914)
- The Melody of Youth (1916)
- The Marquis de Priola (1919)
- The Purple Mask (1920)
- Opportunity (1920)
- So This Is London (1922)
- Lovely Lady (1925)
- Caprice (1928)
- As Husbands Go (1931)
- Alien Corn (1933)
- Rain From Heaven (1934)
- First Lady (1935)
- Life With Father (1941)

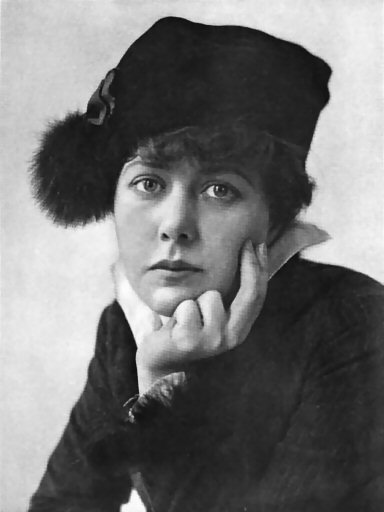
Lily Cahill, ca. 1914

También hizo algunas apariciones en el teatro en Londres y participó en el teatro regional tanto en el noreste de Estados Unidos como en su país natal, Texas. Cahill regresó al cine durante el período de su carrera, apareció en Colonel Carter of Cartersville (1915), My Sin (1931) y So This Is London. También apareció en un episodio de la serie de televisión The Philco Television Playhouse en 1953. Cahill tuvo un breve matrimonio con el actor Brandon Tynan.